# Fráňa Kučera
Fráňa Kučera (11. října 1897 Oseč – 29. dubna 1929 Podlesí u Příbrami) byl básník, spisovatel žijící na Příbramsku, zabývající se místní hornickou tematikou.

## Život

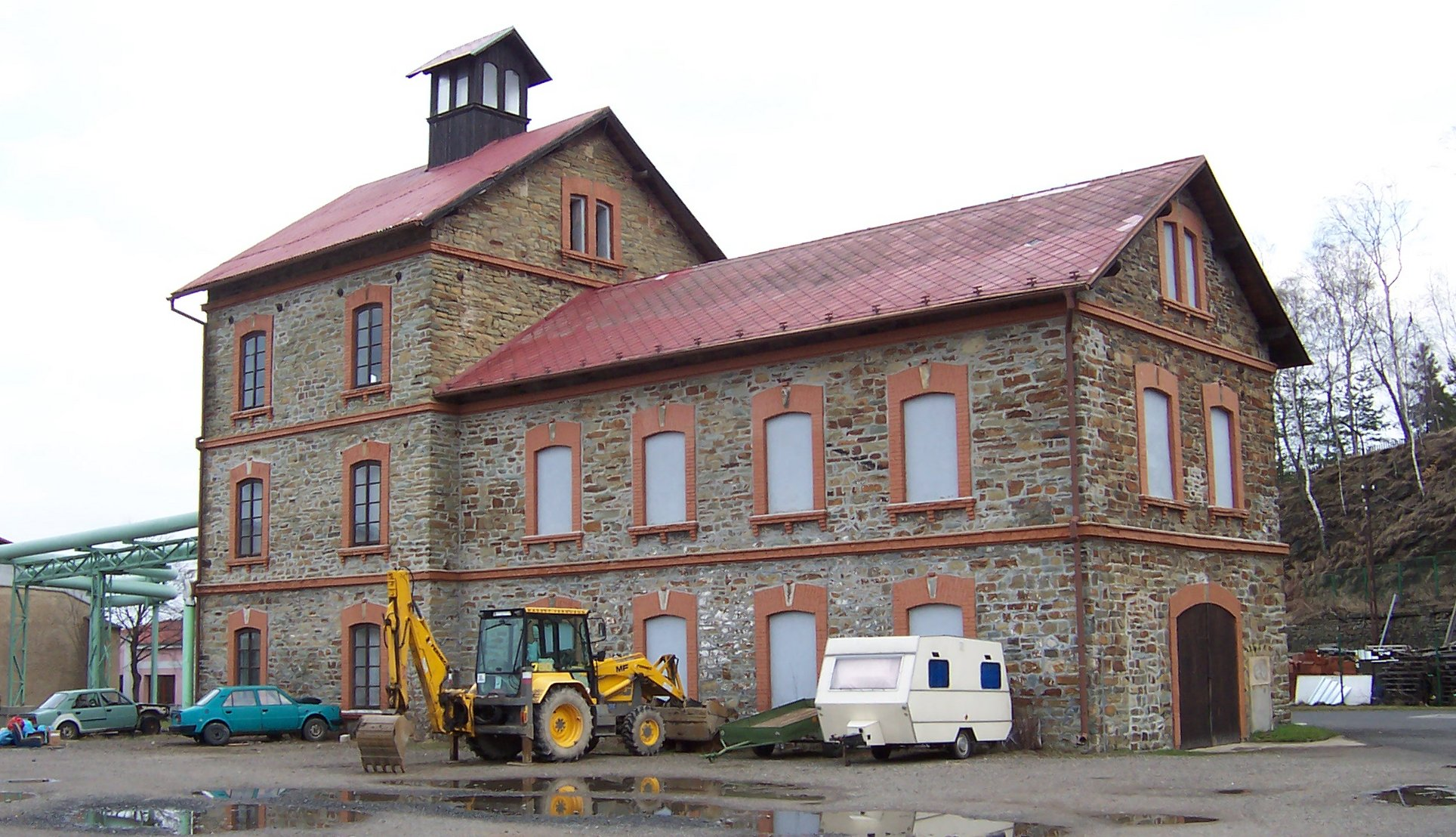
Březové Hory, důl Anna, důl ve kterém Kučera pracoval

Dětství prožil v bídě se svou matkou a třemi sourozenci. Otec zemřel při práci v březohorských dolech. Byl bratrancem malíře a grafika Jaroslava Lukavského. Šel studovat na dvouletou horní školu pro důlní dozorce, kde také sepsal své první literární pokusy. Tyto první básně poté vyšly v příbramském týdeníku Naše Obrana.
Po úspěšném absolvování školy začal pracovat na Březových Horách v dole Anna coby štajgr. 2. února 1928 se oženil s Annou Baierovou, se kterou měl syna Ilju. V tomto období se stal významnou postavou příbramského kulturního života. Pořádal ochotnická představení a organizoval místní literární kroužek, který se scházel pravidelně v Pražské kavárně v Pražské ulici. V roce 1928 založil edici Drůza.
Zemřel 29. dubna 1929 na tuberkulózu. Pohřben byl na Městském hřbitově v Příbrami.

## Dílo
- Písničky hlubin (1927)
- Bezejmenní (1927)
- Strž (1928, ilustroval Karel Hojden)
- Stříbrňáci (nedopsaný román)